# Доллар Конфедерации
Доллар Конфедерации — денежная единица Конфедеративных Штатов Америки. Доллары самопровозглашённого государства стали выпускать вскоре после начала Гражданской войны. За время войны был подвержен гиперинфляции. Инфляция доллара Конфедерации за 4 года составила 4000 %.

## Монеты
- 50 центов Конфедерации
- Аверс 1 цента Конфедерации
- Реверс 1 цента Конфедерации

Вскоре после объявления создания нового государства Конфедеративные штаты стали выпускать собственную валюту.
В состав Конфедерации вошёл штат Луизиана. В столице этого штата Новом Орлеане находился монетный двор. Под контролем правительства новообразованного государственного образования на нём было выпущено 962 633 серебряных полудолларовых монет довоенного образца.
Также на монетном дворе Нового Орлеана было отчеканено 4 пробные монеты номиналом в 50 центов, аверс которых повторял лицевую сторону довоенных монет, а реверс содержал символы Конфедерации. На нём изображался щит с 15 вертикальными полосами и 7 звёздами, над которым помещён фригийский колпак — символ свободы и революции. По бокам от щита расположен венок из ветвей хлопка и сахарного тростника — основных сельскохозяйственных культур южных штатов. По краю монеты находятся надпись «CONFEDERATE STATES OF AMERICA» и обозначение номинала «HALF DOL.». В последующем было выпущено много копий столь редкой (всего 4 экземпляра) монеты.
В 1861 году было выпущено 12 пробных медно-никелевых монет номинальной стоимостью в 1 цент. На аверсе изображена римская богиня мудрости Минерва во фригийском колпаке, надпись «CONFEDERATE STATES OF AMERICA». Реверс содержит обозначение номинала «1 CENT» в центре венка, состоящего из основных сельскохозяйственных культур Юга. Также внизу изображена кипа хлопка — основы экономики Конфедерации. Впоследствии было выпущено множество копий этой монеты из самых разнообразных металлов (но не медно-никелевого сплава).
В последующие годы монеты не чеканились. Это объясняется несколькими обстоятельствами. Почти все банковские запасы золота и серебра были собраны в казначействе Конфедерации и в начале войны ушли в Европу на оплату военных поставок. Также потеря Нового Орлеана в конце апреля 1862 года привела не только к потере монетного двора, но и стала ударом по экономической системе Конфедерации. Главный порт южан оказался в руках врага. Это привело к уменьшению потока иностранных займов:110—112.
Также известна в единственном экземпляре золотая монета без номинала с портретом Джефферсона Дэвиса, так называемый «дайм Дэвиса». По собственным словам Дэвиса, монета была у него украдена, и позднее всплыла на аукционах. Часть нумизматов рассматривают «дайм Дэвиса» как памятную медаль, а не монету.

## Банкноты
Уменьшение внешних займов заставило правительство Конфедерации начать эмиссию необеспеченных бумажных денег. Общая сумма выпуска за время войны составила около 1,7 млрд долларов. К концу войны доллар Конфедерации стоил 1 цент в золотом эквиваленте против 50 центов за доллар северян. Гиперинфляция увеличивалась также за счёт права органов местной власти выпускать свои деньги. Несложные по исполнению банкноты Юга к тому же стали лёгкой добычей фальшивомонетчиков. За годы Гражданской войны цены на Юге поднялись в среднем на 4000 %, а на Севере — всего на 60 %.
Штаты и центральное правительство Конфедерации выпускало банкноты самых разнообразных номиналов от 5 центов до 1000 долларов. На них изображались самые различные сцены из жизни южных штатов — от солдат Конфедерации до трудящихся на плантации рабов, лидеры Конфедерации, исторические личности (Вашингтон), сцены из греческой мифологии.
- 100 долларов Конфедерации

Право органов местной власти выпускать свои банкноты приводило к тому, что на территории Конфедерации циркулировало множество равных по номиналу и различных по виду банкнот, что также вызывало недоверие к таким деньгам, способствовало подделкам и инфляции.